# Conchostreptus araguayensis
Conchostreptus araguayensis är en mångfotingart som beskrevs av Christoph D. Schubart 1947. Conchostreptus araguayensis ingår i släktet Conchostreptus och familjen Spirostreptidae. Inga underarter finns listade i Catalogue of Life.